# کاپ آمریکا

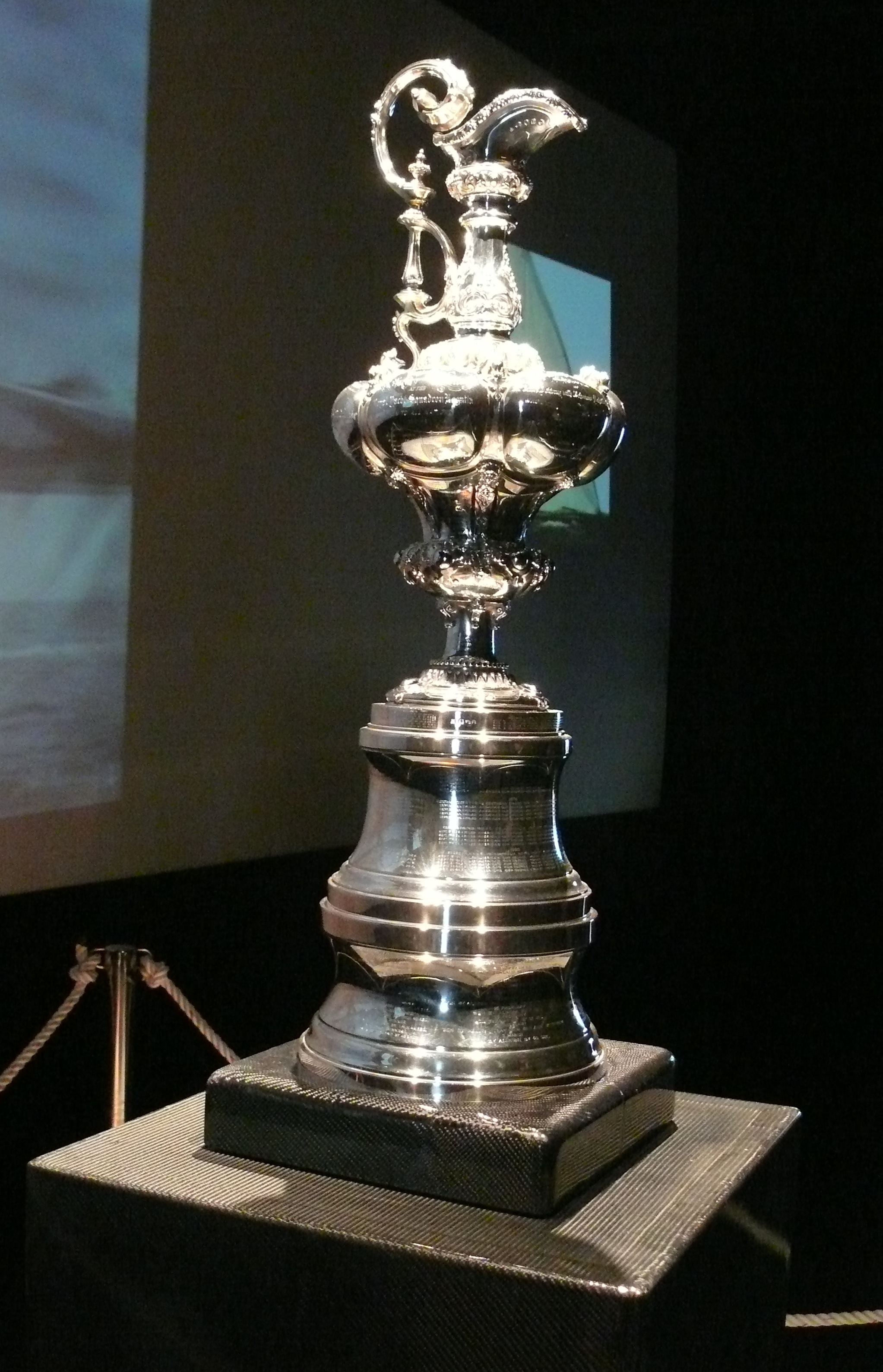
جایزه کاپ آمریکا برای مسابقات قایقرانی

جایزه کاپ آمریکا (به انگلیسی: America's Cup)، جایزهٔ برندگان مسابقات قایق‌رانی بادبانی کاپ آمریکا می‌باشد که بین باشگاه‌های قایق‌رانی این کشور و برخی کشورهای دیگر برگزار می‌شود. در هر مسابقه، دو باشگاه قایق‌رانی به عنوان شرکت‌کنندگان، مسابقه را برگزار می‌کنند که یکی از آنها، مدافع عنوان قهرمانی پیشین و دیگری، رقیب وی محسوب می‌شود. در غالب مسابقات کاپ آمریکا، یکی از باشگاه‌های شرکت‌کننده از آمریکا و دیگری، از یکی از کشورهای انگلستان، استرالیا، سوئیس یا ایتالیا بوده است. نخستین دوره از این مسابقات در سال ۱۸۵۱ (میلادی) و توسط باشگاه قایق‌رانی نیویورک برگزار شد و این باشگاه، پرافتخارترین باشگاه این مسابقات نیز می‌باشد.